# Вєточкіни мандрують до майбутнього
«Веточкіни подорожують до майбутнього» (рос. Веточкины путешествуют в будущее) — фантастична повість «близького прицілу» радянського письменника Олександра Свєтова. Фрагментарно друкувалася в періодичних виданнях 1958 та 1960 року. Окремою книгою вийшла в 1963 році. Згідно жанрової класифікації стоїть між фантастичною казкою і утопією.
У книзі йдеться про школярів, братів Гошу та Ваню Веточкіних, які уві сні потрапляють з середини XX століття до XXI.

## Світ повісті
Майбутнє в книзі Свєтова відображає типове уявлення радянської людини про комуністичний лад, як про життя в суцільному достатку. В прийдешньому всі молоді та гарні, є люди, яким понад 100 років. Різні країни співпрацюють, хоча не всі вони перебувають у Радянському Союзі, є схожі до членів Організації Варшавського договору. Грошей не існує, всі товари безкоштовні, а праця приносить усім задоволення.
Пересічним людям доступні ракетоплани, екзотичні «сонцельоти» і космічні кораблі, але людство, як і раніше, зайняте видобутком нафти та вугілля. На Камчатці буяють тропічні джунглі, в пустелі Гобі красується футуристичний мегаполіс, освітлюваний штучними сонцями. Люди можуть змінювати за своїм бажанням частини тіла, а спати їм вистачає лише півтори години. Передові технології сусідять з гігантоманією. Північний Льодовитий океан став теплим через величезну греблю, що перетинає Гольфстрим, а стимулятори росту змушують курей виростати до розмірів страуса. Зникли шкідливі звички та комахи-шкідники, разом з тим у світі майбутнього немає бджіл.
Школярі живуть у інтернатах, а додому їздять «у гості». Замість шкільних дошок використовуються телеекрани, а школи мають таке обладнання, як атомний реактор. Примітно, що один зі школярів майбутнього має пристрій, функціонально схожий на смартфон.
Повість, адресована школярам середнього віку, пропагувала ідеї, що відповідали «Програмі побудови комунізму», прийнятій на ХХІІ з'їзді КПРС, але була написана ще до її прийняття.
Конкретна дата, в яку прибувають головні герої, лишається невідомою. Програма ХХІІ з'їзду КПРС планувала побудову комунізму до 1980 року, тоді як один з центральних персонажів висловлює бажання потрапити в 2000 рік, коли буде «повний комунізм». Однак, судячи з історій, які чують брати в майбутньому, опинилися вони пізніше.

## Сюжет
Головні герої повісті — школярі, брати Гоша та Ваня Веточкіни. Мрійливий молодший Гоша міркує як було б добре втекти на машині часу в іншу епоху, щоб не робити домашнє завдання; скептичний старший Ваня каже, що це неможливо. Зненацька перед хлопцями виникає чарівник Сергій Іванович і обіцяє перенести їх до майбутнього, а ще повідомляє закляття, що поверне їх назад.
Хлопці переносяться у XXI століття, де опиняються в парку. Вони зауважують, що всі люди навколо гарні та молоді. Потім вирішують розшукати свою школу та зустрічають у ній нащадків своїх однокласників. Ваня потрапляє на урок географії, де дізнається, що клімат зусиллями Радянського Союзу та інших держав зроблено теплішим. Ваню викликають до дошки розповісти про Каракуми. Але в майбутньому це вже не пустеля, тому вчитель наказує Вані того ж дня злітати в Каракуми на шкільному ракетоплані. Потім Гоша вимінює свій ліхтарик (який став у XXI столітті музейною річчю) у іншого школяра на машинку, що сама рахує, перекладає з англійської та грає в шахи. Він вирішує, що на уроці англійської завдяки їй покаже себе відмінником, але Гоша не вміє нею користуватися, тому його переклад виходить смішним. Ваня відвідує шкільну ділянку, на якій вивчають вплив музики на рослини і музика «стиляг» XX століття виявляється для них згубною.
Ваня з хлопцем Бабкіним відвідують Каракуми, де розташовані великі хімічні комбінати. Там його зустрічає Гоша, який шукав брата і приєднався до екскурсії. Брати відвідують музей, у якому зберігаються такі експонати, як рогатка або шпаргалка. Попри повсюдний достаток, у світі майбутнього виявляється недолік — через експеримент із винищення комах-шкідників вимерли також і бджоли. Але у Вані виявляється коробочка з живою бджолою та бджолиними яйцями, які він виміняв у друга в XX столітті.
Хлопців забирають до Академії наук, де вони зізнаються, що прибули з минулого. Хоча вчені не вірять у це, вони пропонують Гоші та Вані винагороду і ті хочуть морозива. Вони йдуть до магазину, де виявляють, що всі товари безкоштовні. Гоша об'їдається солодощами та потрапляє до медпункту.
Потім брати вирішують подивитися на спорт майбутнього і, шукаючи анонси в газеті, дізнаються ще фактів про світ XXI століття. Вони йдуть на концерт і на волейбол, де грають понад сторічні спортсмени мають вигляд молодих. Ваню сприймають за його нащадка і тому він мусить взяти участь у змаганнях. Несподівано він ставить серію світових рекордів, але виявляється, що це через пристрій для зменшення сили тяжіння, який йому дав Гоша.
Згодом Гоша та Ваня прибувають у сад, де куштують дивовижні фрукти, але через них з загону тікає велетенський півень. Гоша починає швидко рости, оскільки випадково з'їв стимулятор росту. Йому роблять укол, який повертає Гошу до нормального розміру. Хлопці знайомляються з космонавтом, у якого є штучне серце, та професором, який визначає, що Ваня має задатки геніальності, але лінується їх розвивати. Гоша викрадає в лікаря таблетку, що наділяє його надзвичайними математичними здібностями, але робить неуважним, через що хлопець губиться.
Ваня розшукує брата, летить на ракетоплані в Сахару, де зазнає аварії і йому допомагають геологи. Зустрівшись знову, хлопці погоджуються, що в майбутньому добре, але буде неправильно жити на всьому готовому і вони повинні збудувати майбутнє власноруч. Вони промовляють закляття, засинають і просинаються в рідному часі. Вони вагаються чи сталася їхня подорож до майбутнього насправді, але вирішують, що обом не міг наснитися однаковий сон.

## Критика
Російський публіцист Дмитро Старков вказував у 2012 році, що радянська фантастика не заохочувала серйозні утопії та антиутопії, і переважним напрямом була науково-виробнича, пізнавальна фантастика «ближнього прицілу». «Веточкіни подорожують до майбутнього», описуючи віддалене майбутнє, слугує романом виховання, позаяк подорожі у часі у фантастичній літературі СРСР були повністю віддані на відкуп літературі для дітей та юнацтва.
Російський педагог Артем Кравченко в статті 2017 року описав, що Гоша уособлює споживацьке розуміння комунізму як стану суспільства, коли всі блага даються задарма і можна не працювати. Гоша постійно здійснює егоїстичні вчинки, а межа його мрій — це смачно поїсти. Йому протиставляється Ваня, для якого праця приносить задоволення сама по собі. Артем Кравченко зауважує, що на відміну від схожої повісті Іннокентія Жукова «Подорож ланки „Червона зірка“ в країну чудес» (1924), персонажі «Веточкіни подорожують до майбутнього» наділені індивідуальністю, а світ майбутнього більше показаний через буденне життя, ніж через технологічні дива. В творі Свєтова також майже відсутня тема піонерії та менше колективізму, що є наслідком послаблень жорсткого державного контролю після смерті Сталіна.

## Видання
- Светов А. Веточкин путешествует в будущее: [Глави з повісті] / Примеч. ред.; Рис. Н.Носкович // Костер. — 1958. — № 4 — С.40-42.
- Светов А. Веточкин путешествует в будущее: [Глави з повісті] / Примеч. ред.; Рис. Н.Носкович // Костер. — 1958. — № 5.- с.38-39.
- Светов А. Веточкины путешествуют в будущее: [Уривок] // Юный техник. — 1960. — № 9. — С.54-57.
- Светов А. Веточкины путешествуют в будущее: [Уривок] // Юный техник. — 1960. — № 10. — С.70-72.
- Светов А. Веточкины путешествуют в будущее: [Уривок] // Юный техник. — 1960. — № 11. — с.55-59.
- Светов А. Веточкины путешествуют в будущее / Худ. А. Солдатов. — М.: Молодая гвардия, 1963. — 118 с.
- Светов А. Веточкины путешествуют в будущее / Илл. А. Солдатова // Светов А. Охотники за солнечным лучом. — Екатеринбург: Издательский дом «Тардис», 2014. — (Фантастический раритет, вып. 243). — С. 44-158.
- Светов А. Веточкины путешествуют в будущее // Путешествие в завтра [Антологія] / Сост. Ярослав Сомов. — Аркаим: АзГард, 2021. — (Псевдорамка). — С. 251—370.